# 1993 في إندونيسيا
فيما يلي قوائم الأحداث التي وقعت خلال عام 1993 في إندونيسيا.

## رياضة
- 1 يناير – بطولة أمم آسيا لكرة السلة 1993

## مواليد

### يوليو
- 28 يوليو – كيفن خوليو ممثل إندونيسي.

### سبتمبر
- 21 سبتمبر – ريكي كايامي لاعب كرة قدم إندونيسي.

### نوفمبر
- 11 نوفمبر – نوفيري سيتايوان لاعب كرة قدم إندونيسي.

### ديسمبر
- 19 ديسمبر – آدم أليس لاعب كرة قدم إندونيسي.

## وفيات

### يناير
- 6 يناير – محمد ناصر (مواليد 1908)